# آیندگان
آیندگان یک روزنامه سراسری صبح چاپ ایران بود که اولین شماره آن در تاریخ ۲۵ آذر ۱۳۴۶ و از آن تاریخ به مدت یازده سال در تهران منتشر شد. بنیانگذار این روزنامه داریوش همایون و حسین آهاری، سردبیر آن مسعود بهنود و اولین سردبیر آن غلامحسین صالحیار می‌باشند. آیندگان در حقیقت محصول فکری داریوش همایون و تعداد دیگری از روزنامه‌نگاران مشتاق آن دوران برای تأسیس یک روزنامه سراسری، که در آن دوران در انحصار کیهان و اطلاعات بوده است.

## تاریخچه
داریوش همایون در دیداری که با امیرعباس هویدا داشت ایده تأسیس روزنامه آیندگان را مطرح نمود ولی شاه و ساواک به داریوش همایون اعتماد نداشتند از همین رو شرکت انتشارات آیندگان به نام خانم فریده کامکار شاهرودی مجوز انتشار گرفت که بعدها به نام حسین اهری تبدیل شد. در طول دوران فعالیت آیندگان پنج نفر به عنوان سردبیر روزنامه فعالیت کردند که بعد از صالحیار، جهانگیر بهروز و کوتاه مدتی حسین مهری، چهارمین سردبیر مسعود بهنود بود که بعد پنج سال جای خود را به هوشنگ وزیری داد. این روزنامه همچنین بخش جداگانه‌ای به نام آیندگان ادبی داشت که سردبیری جداگانه داشت. اولین سردبیر آیندگان ادبی نادر ابراهیمی بود و آخرین آن هوشنگ وزیری بود.

## موضع آیندگان در آستانه انقلاب
در دوران ۳۷ روزه نخست‌وزیری بختیار و در حالی که تمامی روزنامه‌های کثیرالانتشار آن دوران از آزادی بیان بی‌سابقه‌ای که توسط دولت بختیار به مطبوعات اعطا شده بود، در جهت پیش‌برد انقلاب استفاده می‌کردند روزنامه آیندگان در مقاله که به قلم مهشید امیرشاهی در تاریخ ۱۷ بهمن ۱۳۵۷ منتشر شد به دفاع از بختیار پرداخت. در آن مقاله آمده‌است:
«من تا امروز به هیچ روزنامه و نشریه‌ای مطلبی نداده‌ام که حال و هوای سیاسی داشته باشد. شاید به این دلیل که تا امروز در مملکتم به سیاستمداری چون شاپور بختیار برنخورده بودم که بدانم سیاست الزاماً مغایر شرافت، صمیمیت و وطن‌پرستی نیست. من تمام این صفات، شرافت، صمیمیت، وطن‌پرستی، را در آقای شاپور بختیار سراغ کرده‌ام. به علاوه به سرافرازی و آزادگی او مؤمنم. من ایمان دارم که اگر امروز او را از صحنهٔ سیاست مملکتمان برانیم خطایی کرده‌ایم جبران‌ناپذیر و نابخشودنی. من معتقدم که این مرد عزیز این مرد عمل دارد فدای هیجان و غلیان عده‌ای و فرصت طلبی‌های عده‌ای دیگر می‌شود و اگر فدا شود اسف انگیزترین شهید حوادث اخیر خواهد بود. من صدایم را به پشتیبانی از آقای شاپور بختیار با سربلندی هر چه تمامتر بلند می‌کنم، حتی اگر این صدا در فضا تنها بماند. من از تنها ماندن هرگز هراسی به دل راه نداده‌ام؛ ولی این بار می‌ترسم نه به خاطر خودم، بلکه به خاطر آیندهٔ این ملک و سرنوشت همهٔ آن‌ها که دوستشان دارم.»

## موضع آیندگان پس از انقلاب
در اواسط اردیبهشت ماه سال ۵۸ روزنامه آیندگان خبری دربارهٔ درگذشت آیت الله مطهری و عوامل ترور وی منتشر کرد که به‌طور جدی نخستین بحران حوزه مطبوعات را پس از پیروزی انقلاب اسلامی کلید زد. شماره ۳۳۵۳ این روزنامه به تاریخ ۲۰ اردیبهشت ۱۳۵۸ با استناد به مصاحبه آیت الله خمینی با نشریه لوموند، احتمال دست داشتن گروه‌های چپ در ترورهای وقت را رد کرد.دفتر سید روح‌الله خمینی طی بیانیه‌ای ضمن تکذیب محتوای درج شده در روزنامه، اعلام کرد که خمینی این روزنامه را از این پس هرگز نخواهد خواند و مطالب مندرج در آن نیز هرگز مورد تأیید او نیست. اولین شماره آیندگان پس از این اطلاعیه، در چهار صفحه منتشر شد که سه صفحه آن سفید بود و تنها در صفحه اول آن مقاله‌ای با عنوان "آیا انتشار آیندگان باید ادامه یابد؟" آمده بود.از سطور پایانی این مقاله، چنین برمی‌آید که بیانیه دفتر آیت الله خمینی، اصل ادعا را رد کرده و انتشار چنین خبری در لوموند را ناشی از اشتباه در ترجمه دانسته‌است که روزنامه آیندگان نیز اتهام اصلی را متوجه خبرگزاری پارس و ابوالحسن بنی صدر دانست که مترجم اصلی مصاحبه فوق بوده‌است. همچنین در این مقاله به رویاپردازی برخی عناصر وابسته به قدرت برای تصرف ساختمان روزنامه و حمله به برخی دفاتر روزنامه آیندگان در شیراز و بوشهر اشاره شده‌است.

## توقیف
در ۲۲ مرداد ۱۳۵۸ روزنامه جمهوری اسلامی در مقاله‌ای از کشف اسناد حمایت ساواک از این روزنامه خبر داد.
اوریانا فالاچی در مصاحبه خود با سید روح‌الله خمینی به مسئله توقیف این روزنامه اشاره می‌کند: «چطور امکان دارد، الآن در کشور، کمونیستها و سایر اقلیتها- چه سیاسی و چه مذهبی و چه ملی- نمی‌توانند آزادانه اظهار بیان بکنند و اظهار اندیشه بکنند. چه دلیلی بود که مثلًا روزنامه‌های مخالف مخصوصاً آیندگان، بسته بشود؟» وی در پاسخ به این سؤال می‌گوید:

روزنامه آیندگان همان بود که با دشمن‌های ما روابط داشت. توطئه بود در کار و با صهیونیستها روابط داشت. از آن‌ها الهام می‌گرفت و بر ضد منافع مملکت و کشور می‌نوشت؛ و در تمام آن روزنامه‌هایی که توطئه‌گر بودند و می‌خواستند رژیم سابق را دوباره برگردانند به اینجا. این روزنامه‌ها جلوشان گرفته شد تا بفهمند به اینکه چطورند اینها و بعد از اینکه فهمیدند هر کدام که [توطئه‌گر] نیستند، نه، آزاد باشند. همه روزنامه‌هایی که بودند، به اعتبار اینکه دادستان آن طوری‌که فهمیده‌است این‌ها توطئه‌گر بودند و مفسد بودند و اینها الهام از شاه و از دستگاه صهیونیست‌ها می‌گرفتند، از این جهت این‌ها را توقیف کردند موقتاً، تا اینکه رسیدگی کنند. این خلاف آزادی نیست. این جلوگیری از توطئه است که همه دنیا بوده‌است که جلوی این توطئه را بگیرند.